# Patrice de Corsi
Patrice de Corsi est un homme politique français né le 15 septembre 1824 à Talasani (Corse) et décédé le 13 octobre 1888 à Bastia.
Magistrat, il est aussi président du conseil général de la Corse quand il se présente aux élections sénatoriales, en avril 1888. Il est élu comme candidat républicain et siège avec la gauche. Il meurt quelques mois après son élection.

## Source
- « Patrice de Corsi », dans Adolphe Robert et Gaston Cougny, Dictionnaire des parlementaires français, Edgar Bourloton, 1889-1891 [détail de l’édition]